# مدیسون اسکوئر

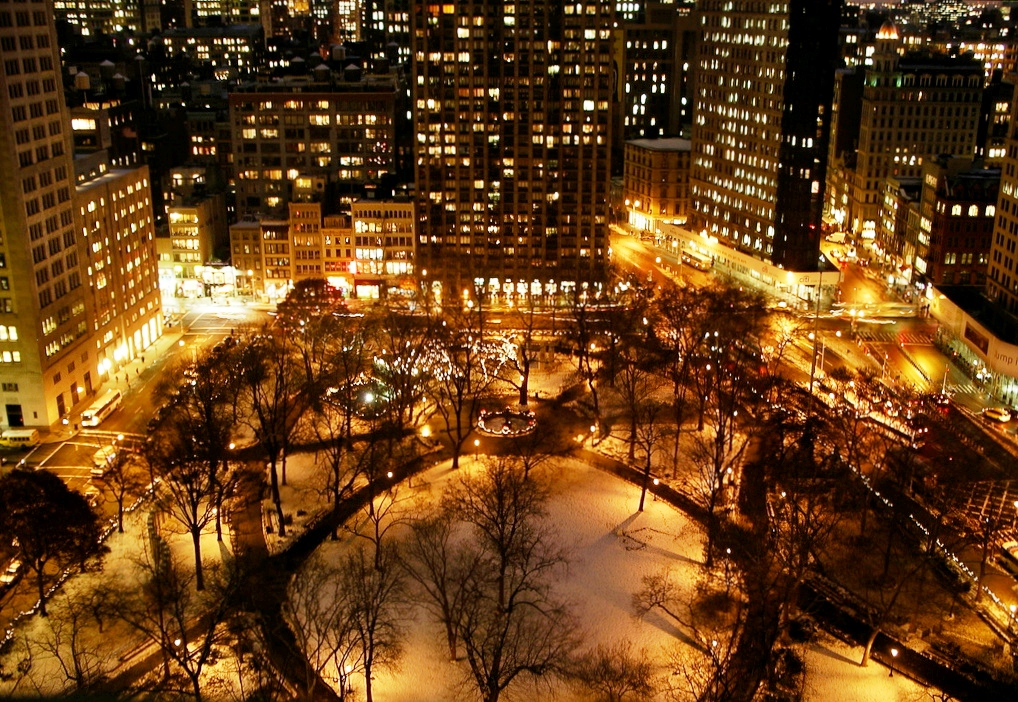
تصویری هوایی از مدیسون اسکوئر در شب.

مدیسون اسکوئر (به انگلیسی: Madison Square) همچنین مشهور به مدیسون اسکوئر پارک، نام تقاطع و محله‌ای بسیار مشهور در بخش منهتن شهر نیویورک است. مدیسون اسکویر در تقاطع خیابان بیست و سوم، خیابان بیست و ششم و خیابان پنجم و در روبروی بخشی ار خیابان برادوی قرار دارد. این میدان یک مرکز تجاری و توریستی شهر نیویورک محسوب می‌شود.
مدیسون اسکویر پارک در حدود ۲٫۷۵ هکتار وسعت دارد و پارکی عمومی در منهتن نیویورک محسوب می‌شود. مدیسون اسکویر پارک به افتخار جیمز مدیسون، چهارمین رئیس جمهور ایالات متحده آمریکا و از نویسندگان اصلی قانون اساسی ایالات متحده آمریکا نامگذاری شده است.

## نگارخانه

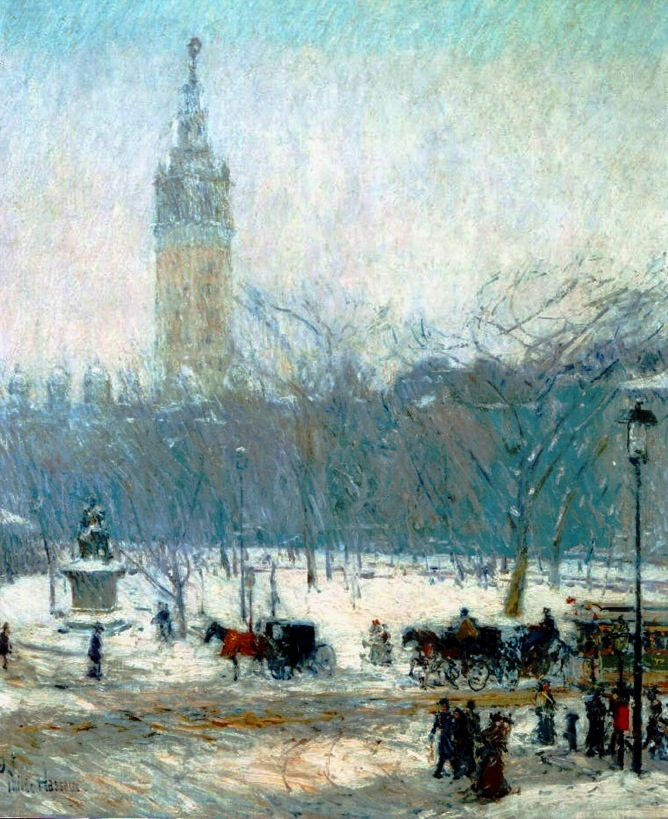
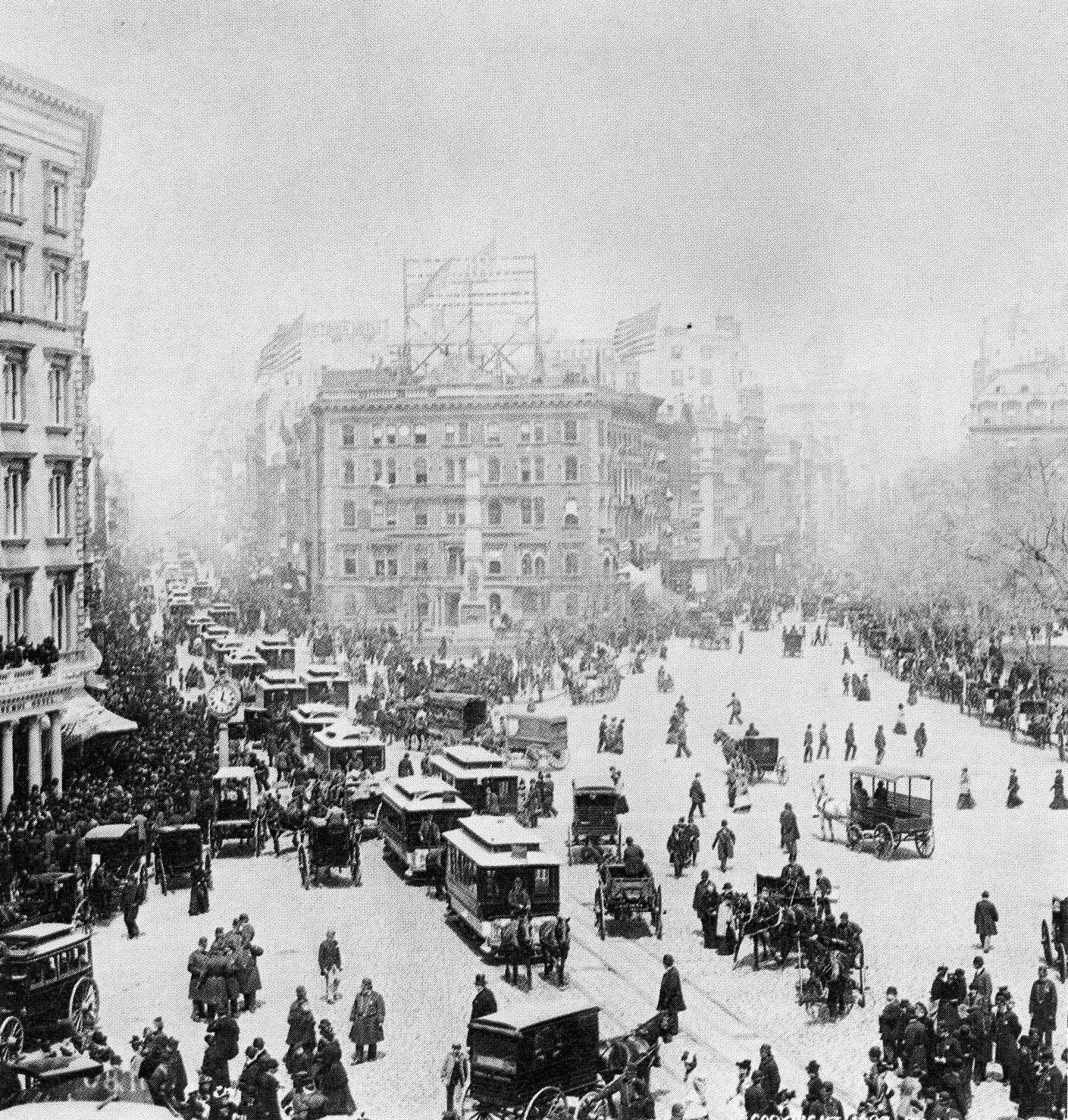
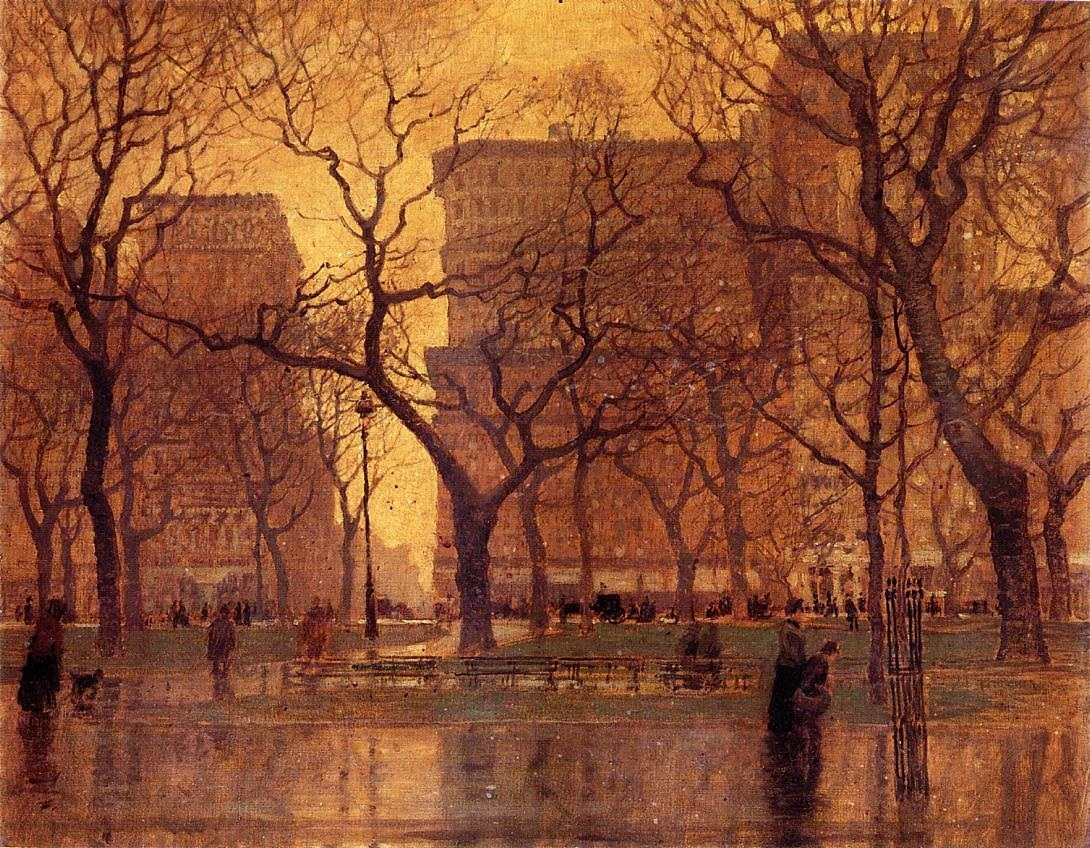